# Zyprischer Fußballpokal 1981/82
Der Zyprische Fußballpokal 1981/82 war die 40. Austragung des zyprischen Pokalwettbewerbs. Er wurde vom zyprischen Fußballverband ausgetragen. Die Wiederholung des Finales fand am 5. Juni 1982 im Makario-Stadion von Nikosia statt.
Pokalsieger wurde Titelverteidiger Omonia Nikosia. Das Team setzte sich im zwei Finalspielen gegen Apollon Limassol durch. Im ersten Endspiel konnte nach dem 1:1 kein Sieger ermittelt werden. Da Omonia auch die Meisterschaft gewann, qualifizierte sich der unterlegene Pokalfinalist für den Europapokal der Pokalsieger 1982/83.
Alle Begegnungen wurden in einem Spiel ausgetragen. Bei unentschiedenem Ausgang wurde das Spiel um zweimal 15 Minuten verlängert. Stand danach kein Sieger fest, folgte ein Wiederholungsspiel auf des Gegners Platz. Endete auch dies unentschieden, gab es eine Verlängerung und gegebenenfalls ein Elfmeterschießen.

## Teilnehmer
| First Division (14) | First Division (14) | Second Division (14) | Second Division (14) | Third Division (14) | Third Division (14) |
| --- | --- | --- | --- | --- | --- |
| - AEL Limassol - Anorthosis Famagusta - APOEL Nikosia - Apollon Limassol - APOP Paphos - Enosis Neon Paralimni - Evagoras Paphos | - EPA Larnaka - Keravnos Strovolou - Nea Salamis Famagusta - Olympiakos Nikosia - Omonia Aradippou - Omonia Nikosia - Pezoporikos Larnaka | - Adonis Idaliou - AEM Morphou - Akritas Chlorakas - Alki Larnaka - Apollon Lympion - Aris Limassol - Chalkanoras Idaliou | - Digenis Akritas Morphou - Ermis Aradippou - Ethnikos Achnas - Kentro Neotitas Maroniton - Orfeas Nikosia - Othellos Athienou - PAEEK Kyrenia | - AEK Kythreas - Anagennisi Deryneia - ASIL Lysi - Digenis Akritas Ypsona - Doxa Katokopia - ENAD Ayiou Dometiou - Enosis Neon THOI Lakatamia | - Ethnikos Assia - Iraklis Gerolakkou - Libanos Kormakitis - Neos Aionas Trikomou - Olimpiada Neapolis - Orfeas Athienou - Poseidon Larnaka |

## Vorrunde
In dieser Runde traten alle 14 Teams der Third Division und 6 Teams der Second Division an. Die Spiele fanden am 31. März 1982 statt.
|                         | Ergebnis |                            |
| ----------------------- | -------- | -------------------------- |
| Adonis Idaliou          | 2:0      | Olimpiada Neapolis         |
| AEM Morphou             | 4:0      | Doxa Katokopia             |
| ASIL Lysi               | 0:2      | Neos Aionas Trikomou       |
| Anagennisi Deryneia     | 5:0      | Enosis Neon THOI Lakatamia |
| Digenis Akritas Morphou | 4:0      | AEK Kythreas               |
| Libanos Kormakitis      | 0:5      | Ethnikos Assia             |
| Orfeas Athienou         | 3:1      | Digenis Akritas Ypsona     |
| PAEEK Kyrenia           | 4:1      | Iraklis Gerolakkou         |
| Poseidon Larnaka        | 1:5      | Akritas Chlorakas          |
| Chalkanoras Idaliou     | 2:1      | ENAD Ayiou Dometiou        |

## 1. Runde
Alle 14 Vereine der First Division und 8 weitere Vereine der Second Division stiegen in dieser Runde ein.
|                           | Ergebnis |                      |
| ------------------------- | -------- | -------------------- |
| Adonis Idaliou            | 0:2      | Orfeas Nikosia       |
| APOEL Nikosia             | 2:1      | EPA Larnaka          |
| Aris Limassol             | 6:1      | AEM Morphou          |
| Anagennisi Deryneia       | 1:0      | Omonia Aradippou     |
| Digenis Akritas Morphou   | 1:0      | Ethnikos Achnas      |
| Ermis Aradippou           | 0:2      | APOP Paphos          |
| Keravnos Strovolou        | 1:2      | Apollon Limassol     |
| Kentro Neotitas Maroniton | 0:3      | AEL Limassol         |
| Othellos Athienou         | 1:2      | Akritas Chlorakas    |
| Olympiakos Nikosia        | 2:1      | Neos Aionas Trikomou |
| Orfeas Athienou           | 0:8      | Omonia Nikosia       |
| PAEEK Kyrenia             | 0:1      | Evagoras Paphos      |
| Enosis Neon Paralimni     | 2:1      | Anorthosis Famagusta |
| Pezoporikos Larnaka       | 1:0      | Alki Larnaka         |
| Nea Salamis Famagusta     | 8:0      | Ethnikos Assia       |
| Chalkanoras Idaliou       | 0:1      | Apollon Lympion      |

## 2. Runde
|                         | Ergebnis  |                       |
| ----------------------- | --------- | --------------------- |
| AEL Limassol            | 4:0       | Apollon Lympion       |
| Akritas Chlorakas       | 1:7       | Pezoporikos Larnaka   |
| APOEL Nikosia           | 0:0 n. V. | Olympiakos Nikosia    |
| APOP Paphos             | 4:1       | Orfeas Nikosia        |
| Anagennisi Deryneia     | 0:2       | Omonia Nikosia        |
| Digenis Akritas Morphou | 2:5       | Aris Limassol         |
| Evagoras Paphos         | 1:5       | Apollon Limassol      |
| Enosis Neon Paralimni   | 3:2       | Nea Salamis Famagusta |

### Wiederholungsspiel
|                    | Ergebnis |               |
| ------------------ | -------- | ------------- |
| Olympiakos Nikosia | 0:2      | APOEL Nikosia |

## Viertelfinale
|                     | Ergebnis |                       |
| ------------------- | -------- | --------------------- |
| AEL Limassol        | 1:2      | Apollon Limassol      |
| Aris Limassol       | 0:2      | APOEL Nikosia         |
| Omonia Nikosia      | 2:0      | Enosis Neon Paralimni |
| Pezoporikos Larnaka | 0:1      | APOP Paphos           |

## Halbfinale
|                | Ergebnis |                  |
| -------------- | -------- | ---------------- |
| APOP Paphos    | 0:1      | Apollon Limassol |
| Omonia Nikosia | 1:0      | APOEL Nikosia    |

## Finale
| Paarung  | Omonia Nikosia – Apollon Limassol                                                                     |
| Ergebnis | 2:2 n. V. (1:1, 0:0)                                                                                  |
| Datum    | 29. Mai 1982                                                                                          |
| Stadion  | Tsirio-Stadion, Limassol                                                                              |
| Tore     | 1:0 Sotiris Kaiafas (63.) 1:1 Walter Vevis (90.) 1:2 Petros Theofanous (103.) 2:2 Andros Savva (106.) |

### Wiederholungsspiel
| Paarung  | Omonia Nikosia – Apollon Limassol                                                                                                   |
| Ergebnis | 4:1 (2:0) |
| Datum    | 5. Juni 1982 |
| Stadion  | Makario-Stadion, Nikosia |
| Tore     | 1:0 Giorgos Savvidis (2.) 2:0 Nikos Patikkis (30.) 3:0 Giorgos Savvidis (52.) 3:1 Yiannakis Ioannou (54.) 4:1 Andreas Kanaris (56.) |